# سوپ‌ویت تی‌اف.۲
سوپ‌ویت تی‌اف. ۲ (به انگلیسی: Sopwith_Salamander) یک هواگرد ملخ‌پیشین تک‌موتوره از نوع تهاجم زمینی ساخت شرکت Sopwith است. هواگرد سوپ‌ویت تی‌اف. ۲ نخستین پروازش را در ۲۷ آوریل ۱۹۱۸ میلادی انجام داد. این هواگرد در سال ۱۹۱۸ میلادی رسماً معرفی گردید و در سال‌های ۱۹۱۸–۱۹۱۹ تولید شده‌است. در مجموع، تعداد ۴۹۷ فروند از این هواگرد ساخته شده‌است.